# Steve Tushar
Steve Tushar (algunos periodistas lo escriben en forma incorrecta como Tuschar o Tuchar) es un productor musical y músico en Los Ángeles, California, EE. UU..
Ha sido teclista, programador y productor para el conjunto metálico Fear Factory, productor musical para Beto Cuevas y Chroma Key y teclista para metal/industrial act 16 Volt. Tushar también ha trabajado con Korn, Puddle of Mudd y Megadeth entre otros.
En la actualidad Steve es productor e ingeniero en sonido para las Industrias del cine en Hollywood, habiendo trabajado en películas como American Wedding, Kicking and Screaming, The Wicker Man, David Lynch’s Inland Empire, I Know who Killed Me, Case 39, Darfur now and Lakeview Terrace entre otras.
Tushar fue el coproductor del proyecto como solista del ex La Ley, Beto Cuevas, Miedo Escénico, que tuvo el sencillo Vuelvo (canción de Beto Cuevas) en el primero y tercer lugar del ranking en Argentina y Chile. En México alcanzó el 5º lugar en el mes de octubre de 2008. También salió en Gira con Cuevas y su Banda por Estados Unidos y partes de América Central y del Sur como teclista, apoyando al álbum.
Otros proyectos musicales incluyen el proyecto heavy/industrial Carbon 12 y Oscillate.

## Artículos
- Mix Magazine (January 1, 2001)
- Mix Magazine (March 1, 2004) (enlace roto disponible en Internet Archive; véase el historial, la primera versión y la última).
- La Opinión (March 26, 2008)
- Houston Chronicle (March 29, 2008) Archivado el 17 de octubre de 2008 en Wayback Machine.
- La Opinión (October 03, 2008)
- Reuters (September 19, 2008)
- Exelsior (September 22, 2008)
- El Mercurio (Chile) (20 de septiembre de 2008)
- La Nación (Chile) (September 30, 2008) (enlace roto disponible en Internet Archive; véase el historial, la primera versión y la última).

## Premios
- 2005--Golden Reel Award Nomination, The Chronicles of Riddick: Dark Fury and The Lion King 1½
- 2005--G.A.N.G. Award, G.A.N.G. Award for Best Use of Multi-Channel Surround, The Chronicles of Riddick: Dark Fury
- 2004--Golden Reel Award Nomination, The Jungle Book 2
- 2002--Golden Reel Award Nomination, Jimmy Neutron: Boy Genius
- 2008 October--"Vuelvo" hits number 1 on the Chilean Top 20 charts
- 2008 October--"Vuelvo" hits number 3 on the Argentine Top Singles chart

## Links
- Fear Factory
- Beto Cuevas
- Música de Steve Tushar, Oscillate, en MySpace
- Carbon 12
- Música de Steve Tushar, Carbon12, en MySpace
- Steve Tushar en IMDb

- Datos: Q7614184